# نطاق (علم الهيئة)
النطاق في اصطلاح أهل الهيئة يطلق على بعض الدائرة فإنهم قسموا التداوير والأفلاك الخارجة المراكز إلى أربعة أقسام، وسموا كل قسم منها نطاقا والنطاقات الخارجة المراكز تسمى نطاقات أوجية ونطاقات تدويرية كما في توضيح التقويم. والمناسب أن يطلق النطاق على تمام الدائرة المسماة بالمنطقة، لكنهم أطلقوه على البعض منها تسمية للجزء باسم الكل، كذا ذكر العلي البرجندي.

## التوضيح
توضيح ذلك أنهم قسموا الأفلاك الخارجة المراكز والتداوير، أي كل واحد منها على أربعة أقسام مختلفة في العظم والصغر، وسموا كل واحد منها نطاقا، اثنان منها سفليان متساويان واثنان منها علويان متساويان، واختلفوا في مبادئ هذه الأقسام، فمنهم من اعتبر الأبعاد عن مركز العالم بناء على أن مقتضى خروج المركز تحقق أبعاد مختلفة بالقياس إلى مركز العالم، والتدوير أيضا يقتضي ذلك فيقسم معتبر الأبعاد الخارج المركز بخطين يخرج أحدهما من مركز العالم إلى البعدين الأبعد والأقرب، أي الأوج والحضيض والخط الآخر يمر بالبعدين الأوسطين بحسب المسافة، وهما نقطتان متقابلتان على محيط الخارج فيما بين الأوج والحضيض حيث يستوي الخطان الخارج أحدهما من مركز العالمة والآخر من مركز الخارج، المنتهيان إلى أية نقطة كانت من النقطتين، وذلك أن الخط الخارج من مركزالعالم إلى أوج الخارج أكبر من نصف قطر الخارج بما بين المركزين، والخط الخارج منه إلى حضيضه أصغر من نصف قطره بما بين المركزين فلا محالة بين الأوج والحضيض من الجهتين نقطتان يكون الخط الخارج من مركز العالم إلى أيتهما كانت مساويا لنصف قطر الخارج من مركز الخارج إليها بالضرورة، وممر هذا الخط المار بالبعدين الأوسطين بحسب المسافة عند منتصف ما بين مركزي العالم والخارج، إذ يحدث هناك في كل جهة مثلث قائم الزاوية لكون الخط المذكور عمودا على الخط المار بالأوج والحضيض، والمثلثان يشتركان في أحد ضلعي القائمة ويتساويان في الضلع الآخر، فيتساوى وتر القائمة ويقسم معتبر الأبعاد التدوير بخطين يخرج أحدهما من مركز الحامل مارا بحضيض التدوير ومركزه إلى ذروته والآخر يمر بنقطتي التقاطع بين منطقتي التدوير والحامل، فالبعد بين مركز الحامل والذروة نصف قطر منطقة الحامل مع نصف قطر منطقة التدوير، وبينه وبين الحضيض نصف قطر منطقة الحامل إلا نصف قطر منطقة التدوير، وبينه وبين كل واحدة من نقطتي التقاطع بين النقطتين نصف قطر الحامل فهذا البعد متوسط بين البعدين الأولين. ومنهم من اعتبر في تقسيم النطاقات اختلاف مسير الكواكب في الحركات إذ الغرض الأصلي من إثبات الخارج والتدوير انضباط أحوال حركات الكواكب في السرعة والبطء والتوسط بينهما، فقسم هذا المعتبر الخارج المركز بخطين أحدهما من مركز العالم إلى أوج الخارج وحضيضه بمثل ما مر بعينه لأن الأوج والحضيض كما أنهما البعد الأبعد والأقرب كذلك هما موضعا غاية البطء والسرعة في الحركة، والخط الآخر يمر بحيث يكون هناك زاوية التعديل أعظم مما في سائر الأحوال وذلك الموضع بين جانبي الأوج والحضيض على بعد تسعين جزء عنه من أجزاء فلك البروج، فهذا الخط يمر بمركز العالم قاطعا للخط الأول على قوائم وطرفاه يسميان بالبعدين الأوسطين بحسب المسير لأن السير هناك متوسط في غاية السرعة والبطء، وقسم التدوير بخطين يخرج أحدهما من مركز الحامل ويمر بذروة التدوير وحضيضه بمثل ما مر لما عرفت، والآخر هو العمود على الأول وينتهي طرفاه إلى نقطتي التماس بين محيط منطقة التدوير وبين خطين يخرجان إلى ذلك المحيط من مركز الحامل، وهاتان النقطتان تسميان بالبعدين الأوسطين بحسب المسير لتوسط الحركة في السرعة والبطء عندهما، وهاتان النقطتان تحت نقطتي التقاطع بين محيطي منطقتي التدوير والحامل المعتبر في التقسيم الأول، وهناك أي عند كل واحدة من نقطتي التماس غاية التعديل أيضا من جهة التدوير فالقسمان العلويان أعظم من السفليين على التقسيمين إلا أن العلويين على التقسيم الثاني أعظم منهما على التقسيم الأول، ولا خلاف في مبدأ قسمين منها لأنهما الأوج والحضيض في الخارج والذروة والحضيض في التدوير، وإنما الخلاف في مبدأ القسمين الآخرين اعتبر من البعد الأوسط، فالنطاق الأول هو ما يصل إليه الكوكب بعد مجاوزته أوج الخارج أو ذروة التدوير، والنطاق الثاني والثالث والرابع على توالي حركة الكوكب من الأوج والذروة، سواء كانت على غير توالي البروج كحركة القمر على التدوير أو على تواليها كما في ما عداها وكذا النطاق الأول من الحامل ما يصل إليه التدوير بعد مجاوزته أوج الحامل، والثاني والثالث والرابع على توالي حركته على محيط الحامل، فما دام الكوكب أو مركز التدوير يتحرك في النطاق الأول والثاني فهو هابط وفي الآخرين صاعد، وفي الأول والرابع مستعل، وفي الثاني والثالث منخفض.

## فائدة
اعلم أن اعتبار خروج الخطين المماسين لمحيط التدوير من مركز الحامل مذهب صاحب الملخص، وقد يقع فيه صاحب التبصرة.
والجمهور اعتبروا خروجهما من مركز العالم.
قال عبد العلي البرجندي إنما خالف الجمهور لأنه يلزم على ما ذكروا عدم كون النطاقين العلويين ولا السفليين متساويين لأن الذروة المرئية والحضيض المرئي لا يكونان غالبا على منتصفي القطعتين البعيدة والقريبة. توضيحه أنا إذا أخرجنا خطا من مركز الحامل إلى مركز التدوير قطع منطقة التدوير في الأعلى والأسفل ولا يتغير هذان التقاطعان بقرب مركز التدوير وبعده عن مركز العالم وهما منتصف القطعتين البعيدة والقريبة من التدوير ثم إذا أخرجنا خطا من مركز العالم إلى مركز التدوير فتقاطعه مع أعلى التدوير هو الذروة المرئية، ومع أسفله هو الحضيض المرئي، فإن كان مركز التدوير في الأوج والحضيض كانت الذروة والحضيض المرئيان في منتصفي القطعتين المذكورتين، وإن لم يكونا كذلك لم يكونا على المنتصف بل في أحد جانبيه، وبحسب اختلاف أبعاد مركز التدوير عن مركز العالم يختلف بعد الذروة والحضيض عن المنتصفين فتختلف مقادير النطاقات.